# Innocenti
Innocenti — итальянская компания, производитель легковых автомобилей и скутеров. "Инноченти" является одной из самых известных итальянских машиностроительных компаний, была основана в 1930-х годах предпринимателем Фердинандо Инноченти в Милане; компания не была активной в 1997—2010 годы.

## История

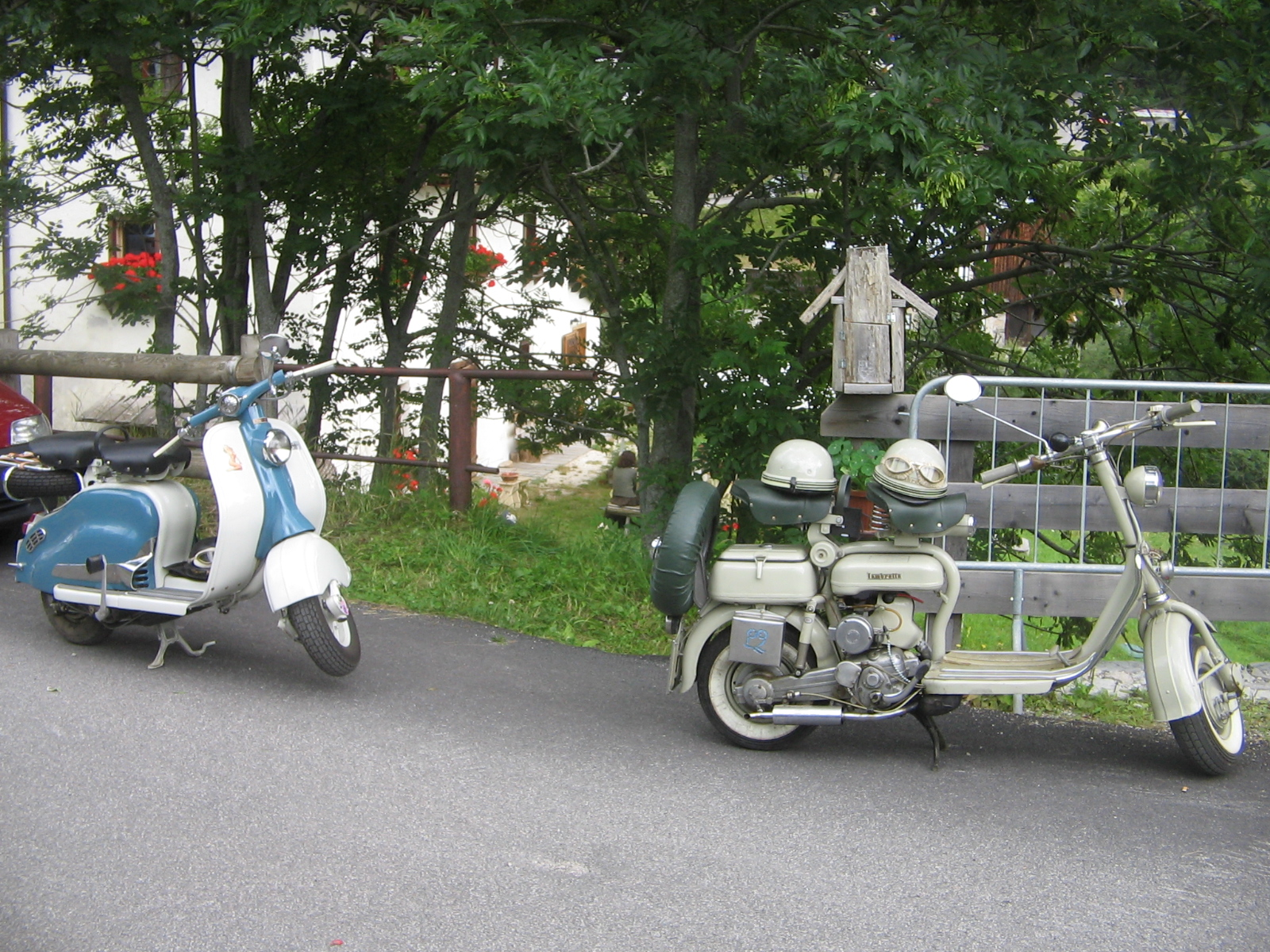
Два мотороллера Lambretta

Фердинандо Инноченти, бывший кузнец, уроженец Пеша, в провинции Пистойя, основанная компанию, назвав её своим именем. Инноченти запатентовал и производил соединительные элементы для строительных лесов, которые широко используется до сих пор. 
Успех к Инноченти пришел в годы наибольшей популярности мотороллера Lambretta, ставшего отличным конкурентом самому успешному скутеру эпохи, Vespa, а также в автомобильной промышленности, с автомобилем Mini (1950-е).
Производственная деятельность была сосредоточена на большом заводе в районе Ламбрате на восточной окраине Милана. Существовали филиалы в различных частях мира, и даже совместное предприятие производства чугуна и стали в Южной Америке (Siderurgica del Orinoco, S.A.).
Компания состоит из трех основных ветвей, сохранявшихся до 1970-х годов: 
машиностроение (производство прессов и станков), 
производство мотоциклов (Lambretta, Lui) и 
автомобилей (в основном по лицензии British Motor Corporation).
Со смертью Фердинандо Инноченти в 1966 году компания перешла в руки его сына Луиджи. В 1970-х годах машиностроительная ветвь была продана. Производство Lambretta, имевшего большой успех в Италии, перемещается сначала в Испанию, а затем в Индию.

## Автомобили премиум-класса

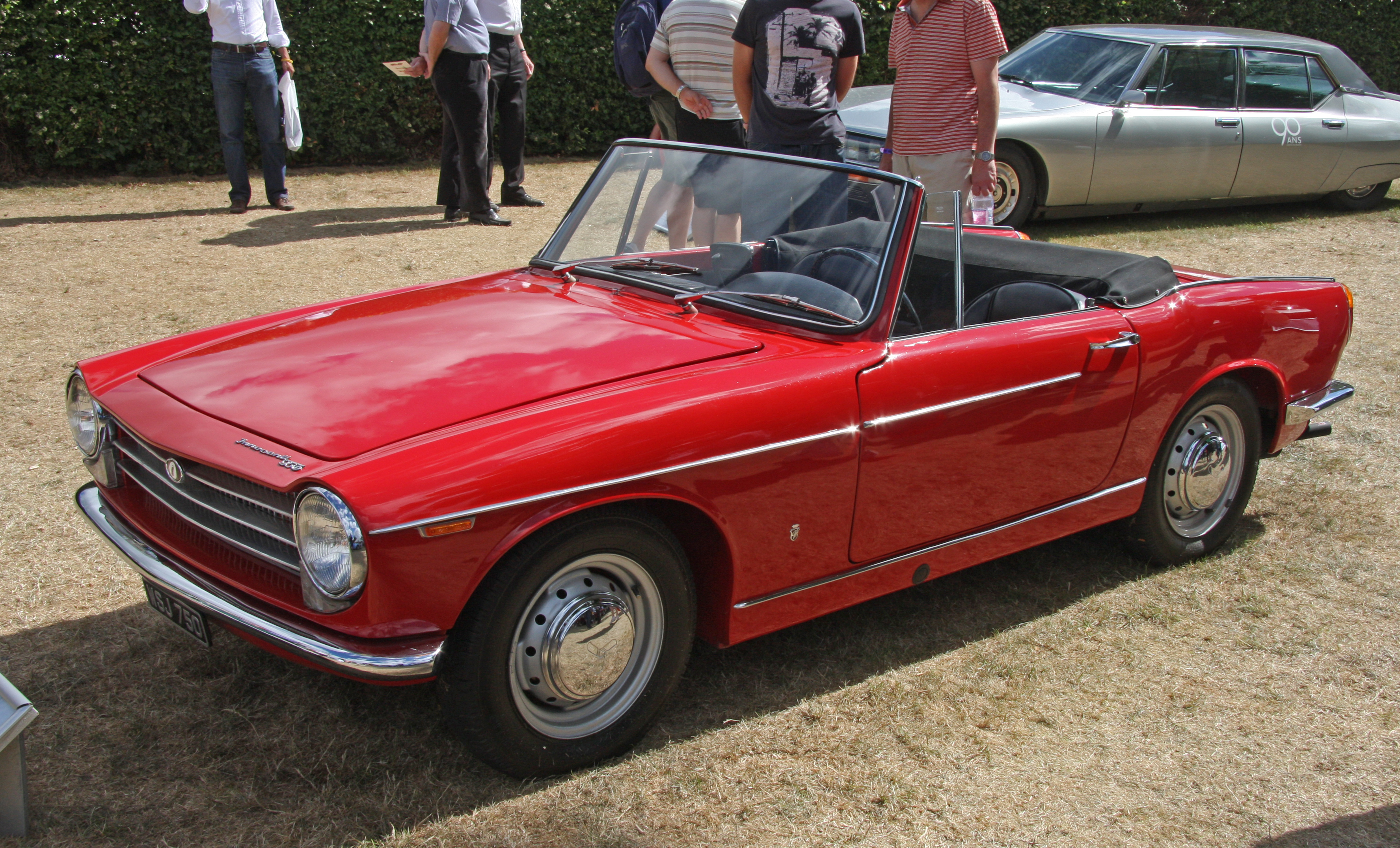
Innocenti 950 Spider, 1961

Трудной была история компании в автомобильном секторе: в начале 1960-х годов в Италии традиционно доминировал Fiat, а также средних и крупных производителей с известными брендами, такими как Lancia и Alfa Romeo (тогда независимые).
Деятельность началась осенью 1960 года с появлением Innocenti A40, а именно английского Austin A40, собранного по лицензии в Милане. Первая презентация «официального» А40 в Италии прошла 21 октября 1960 года. По той же схеме производились четырёхдверные седаны IM3, J4 и I5. Первой собственной машиной стал Innocenti 950 Spider, небольшой спортивный кабриолет, кузов которого был разработан Ghia, представленный вместе с седаном A40 на Туринском автосалоне осенью 1960 года.
Купе с двигателем от Ferrari стало прообразом линии небольшого автомобиля Mini. В середине 1960-х годов автомобильный бум совпадает с запуском "Инноченти" модели Mini (Mini Minor). Произведенные по лицензии British Motor Corporation, с итальянским кузовом и английским оснащением, Mini постоянно обновлялся и совершенствовался, по сравнению с оригинальной английской версией, под требовательных итальянских покупателей (более роскошная отделка). Всё это делает автомобиль модным, успешным, и со спортивными амбициями в версиях Cooper. Построенный в различных сериях и моделях (MK 2, MK 3) версии Mini 1000 и Mini 1001 имели интерьер из натурального дерева, ковровое покрытие и хромированные внешние детали, которых нет на английских автомобилях. В разные годы производства устанавливались двигатели объёмом 0,85, 1 и 1,3 литра. Автомобиль производился до 1975 года.

## Mini Bertone

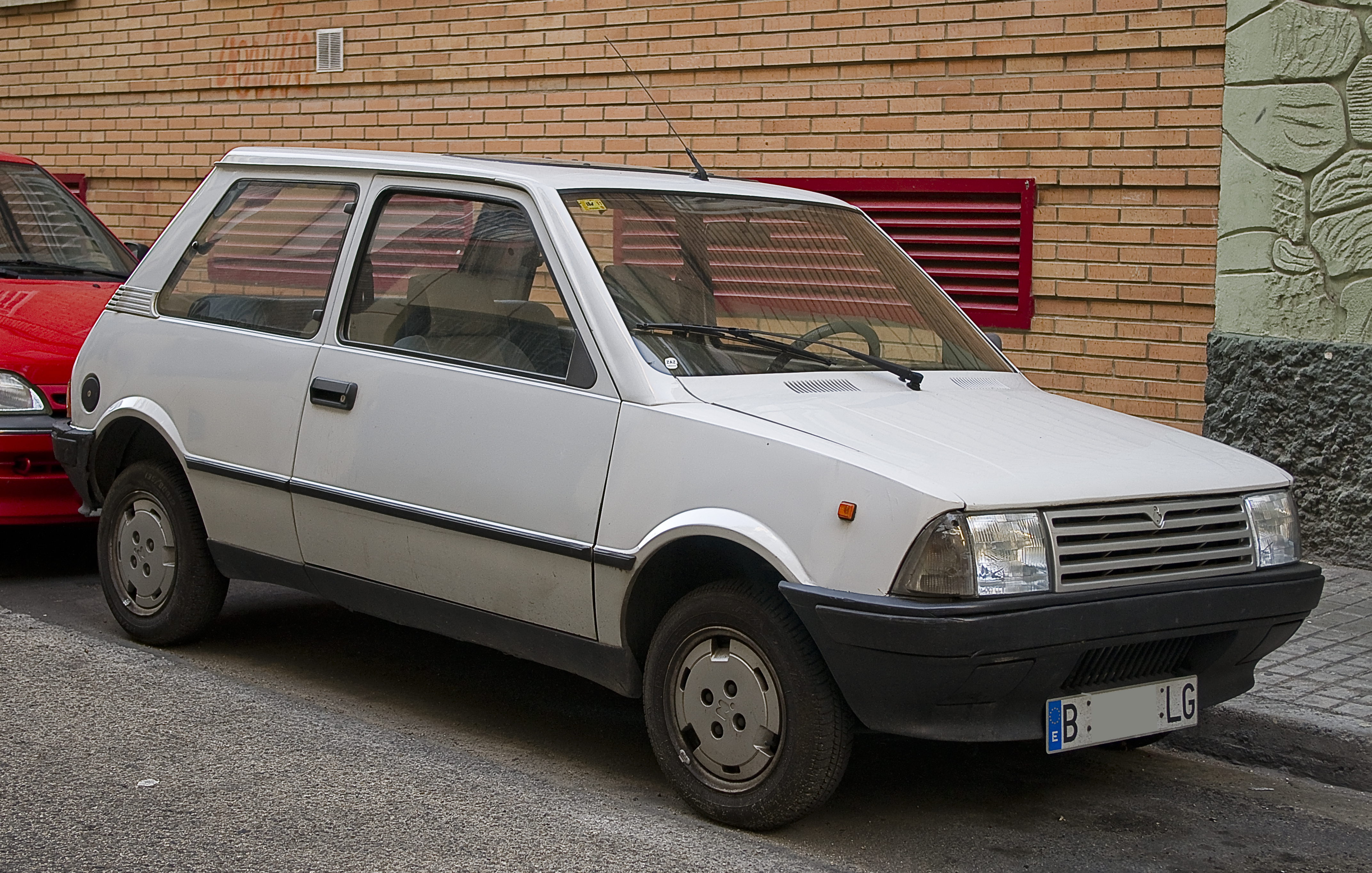
Innocenti 990 (1990)

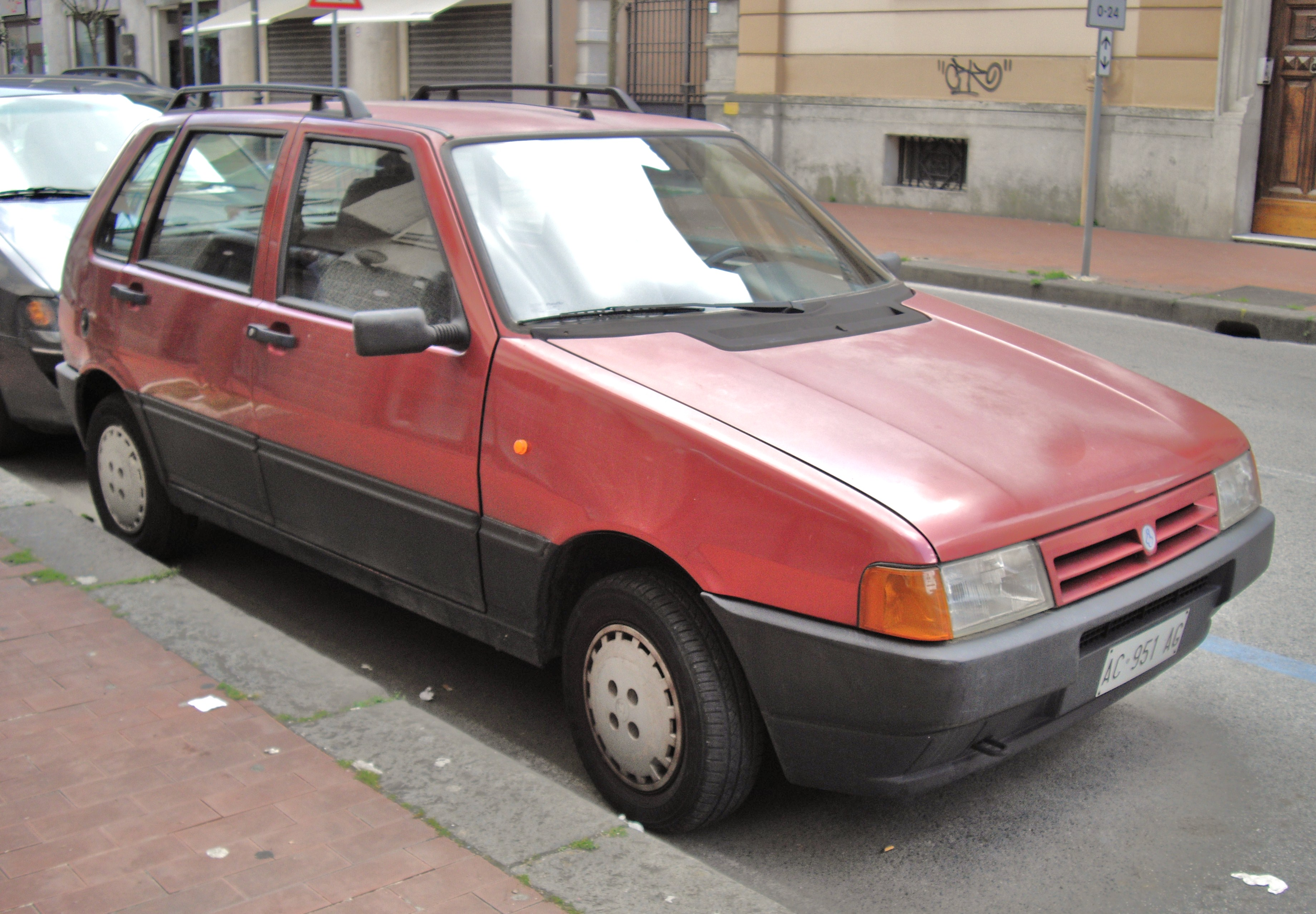
Innocenti Mille, преемник Fiat Uno

В то же время British Leyland полностью берет под контроль автомобильное производство Innocenti, так появляется новый бренд Leyland Innocenti. В этот период Austin Allegro по лицензии собирался в Италии, а также Mini 90 и Mini 120 (отличаются двигателем). На самом деле этот автомобиль является развитием трёхдверного классического Mini, собираемый практически со всеми агрегатами британской Mini, но с совершенно новым кузовом, от дизайнера Нуччио Бертоне. В 1976 году, British Leyland, будучи в тяжелом кризисе, решает избавиться от завода в Ламбрате. После судебного процесса, переговоров и столкновений между рабочими, правительства и профсоюзов, Алехандро де Томазо берет на себя заводы и марку. De Tomaso продолжил производство Mini Bertone по старой британской технологии. В 1980 году появляется Mille, первая обновлённая Mini Bertone, и первая итальянская малолитражка с электростеклоподъёмниками в стандарте.
Начиная с 1982 года, дальнейшие изменения Mini Bertone включали только обновление салона. Двигатели, трансмиссия и подвеска использовались старые английские, в ходе эксплуатации менялись современными двигателями и 5-ступенчатыми коробками передач, поставляемых Daihatsu и полностью итальянской подвеской (аналогичная Fiat 127). Новые трёхцилиндровые двигатели устанавливались до 1993 года.
За 1988—1989 гг. автомобиль Innocenti 500, имея стабильный коммерческий успех, увеличил бюджет компании. Доступный в двух комплектациях L и LS, од получил новый двигатель Daihatsu объёмом 548 см³, трёхцилиндровый двигатель с пяти-ступенчатой коробкой.
В начале 1990-х годов (в составе FIAT) появились различные специальные версии Small 500 и Small 990. 990 имела бархатный салон, два цвета кузова и люк. Ограниченной серией вышел автомобиль Innocenti Small 500 SE (с кузовом 990).
На Ламбрате собирались, начиная с 1980 года, даже модели «Quattroporte» и вся серия «Biturbo» Maserati (другая компания De Tomaso) и совместное предприятие с Chrysler (Chrysler Turbo Convertible). Там также собирались детали Moto Guzzi.
С переходом в 1990 году в состав компании FIAT, на Ламбрате с 1991 года были сборочные линии Fiat Panda.

## 1990-е
Завод Инноченти в Ламбарте
В период с 1990 по 1993 годы компания De Tomaso продает Innocenti, а затем и Maserati компании Fiat. Mini Bertone перестает выпускаться в 1993 году.
С 1993 по 1997 годы под маркой Инноченти производились Innocenti Koral, Innocenti Mille, Innocenti Elba, Innocenti Mille Clip и Innocenti Porter.
Завод Ламбарта был в значительной степени уничтожен, а площадь застроена новым жилом районом. Некоторые здания компании, с особой архитектурой и историей, находятся в центре спора между сторонниками сноса и теми, кто хотел бы сохранить эту часть промышленной истории.

## Настоящее время
С 1997 года с исчезновением всех моделей, бренд, принадлежащий Fiat, больше не использовался.
Первые слухи о «возрождении» марки прошли в 2008 году, после более чем 10 лет тишины, во время собрания, состоявшегося в Турине, в ходе которого Серджио Маркионне выразил намерение о производстве недорогих автомобилей, как это было сделано в 2005 году компанией Рено с автомобилем Logan под румынским брендом Dacia, принёсшим хороший коммерческий успех.
В 2009 году вышли эскизы автомобиля, представленного как проект под кодом «326», и назначенного в качестве преемника автомобиля Fiat Palio, запущенного в 1996 году. До последнего момента руководство не определились с запуском преемника под брендом Innocenti, и в свою очередь, альтернативой стал Fiat Uno/Innocenti Mille, так как бренд Fiat является заграницей самым известным. 
В феврале 2013 года Серджио Маркионне вновь возвращается к идее возрождения[когда?].
Но в 2018 предприниматель уходит из жизни.